# Moudivláček lužní
Moudivláček lužní (Remiz pendulinus) je malý zpěvný pták z čeledi moudivláčkovitých.

## Taxonomie
Moudivláček lužní je druh s výraznou zeměpisnou proměnlivostí. Rozlišují se 4 poddruhy, z nichž v Evropě žijí 2.
- R. p. pendulinus – moudivláček lužní evropský obývá téměř celý evropský areál.
- R. p. caspius – moudivláček lužní kaspický žije v okolí Kaspického moře.

Další 2 poddruhy se vyskytují v Malé a Přední Asii.

## Popis
- Délka těla: 10–11,5 cm[3]
- Rozpětí křídel: 16–17,5 cm
- Hmotnost: 8–11,3 g[2]

Menší než vrabec, s kuželovitým a zašpičatělým zobákem. Samec má černou masku přes oči, světle šedé temeno a šíji a rudohnědý pláštík a hřbet. Od samice se liší širší maskou přes oči, tmavším, rudohnědě zbarveným hřbetem a výraznějším, červenohnědým skvrněním na hrudi. Mladí ptáci jsou matnější, s nezřetelnou maskou, žlutavě šedohnědým hřbetem a šedobéžovým temenem. Je velmi aktivní, hbitě prolézá rákosím nebo tenkými větvemi stromů, často visí vzhůru nohama. Létá lehce a pružně.

## Hlas
Ozývá se tenkým a protáhlým, pomalu klesajícím „síííh“, které je o něco táhlejší a slabší než volání strnada rákosního a měkčí a více klesající než volání červenky obecné. Zpěv je tichý, tvořený jednoduchým popěvkem obsahujícím vábení prostoupené zřetelně oddělenými vysokými trylky.

## Rozšíření
Moudivláček lužní má evropský typ rozšíření, zahrnující jižní část Eurasie východně až po východní Čínu a Korejský poloostrov. Jeho areál je však značně mozaikovitý. Převážně stálý druh, část severnějších populací táhne jihozápadním a jižním směrem a zimuje především ve Středomoří. Evropská populace je odhadována na 210 000–420 000 párů.

## Výskyt v Česku
V České republice hnízdí pravidelně, ale pouze místně v nížinách a ojediněle i ve středních polohách (nejvýše zaznamenán na Šumavě v nadmořské výšce 750 m n. m.). Během 19. století nebyl z Čech znám vůbec a vzácně se vyskytoval pouze na Moravě. K rozšiřování obsazených lokalit začalo docházet až na počátku 20. století, v současné době jsou hlavními hnízdními oblastmi Polabí, Podkrušnohoří, jihočeská rybniční pánev, jižní a střední Morava a Ostravsko. Celková početnost je dlouhodobě odhadována na 2500–5000 párů.

## Tah
Ptáci z ČR jsou tažní. Přílet na naše území probíhá hlavně na konci března a na začátku dubna, odlet vrcholí v říjnu.

## Prostředí
K hnízdění vyhledává listnaté stromové porosty v blízkosti vod, také mladé porosty u zarostlých mokřadů. Na hnízdišti vyžaduje dobře přístupné stromy s tenkými, převislými větvemi (bříza, vrba, olše).

## Hnízdění

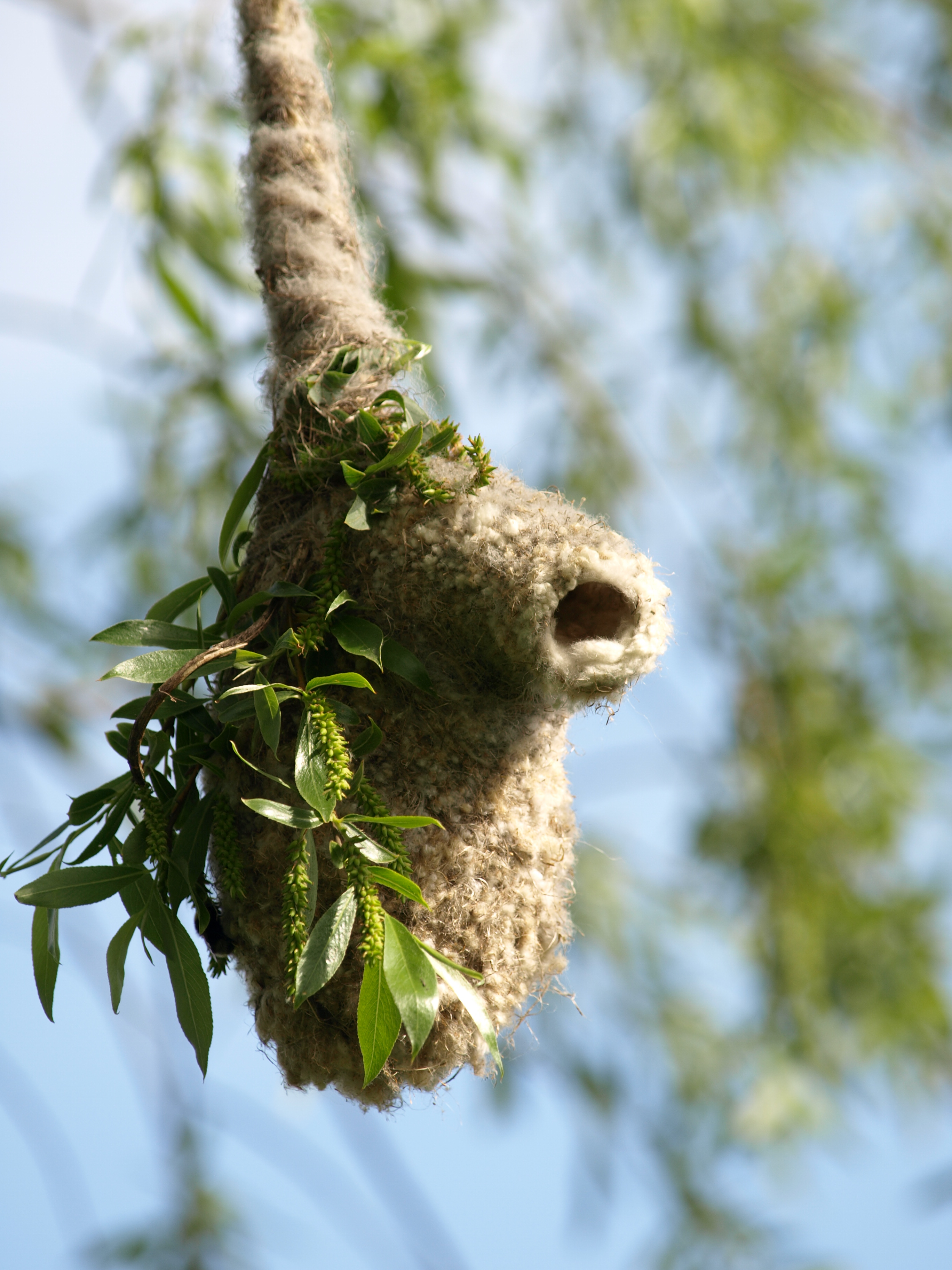
Hnízdo moudivláčka lužního

Polygamní druh. Samci se na hnízdiště vrací dříve než samice a krátce poté začínají se stavbou hnízda. K tomu se pak za intenzivního volání a zpěvu snaží nalákat samice a v případě, že uspějí, dostavují hnízdo oba ptáci společně. V opačném případě samci začínají se stavěním základů dalších hnízd. Hnízdo moudivláčka lužního je v našich podmínkách zcela ojedinělé, vakovité, zavěšené na elastických větvích stromů nebo keřů. Je postaveno z lýkových vláken divokého chmele a kopřiv a plstnatých nažek topolů nebo vrb. Samci po výběru vhodné větvičky začínají jejím ovinutím lýkovým nápletem a pokračují stavbou smyčky z dlouhých vláken, vyznačující podélný průřez hnízda (tzv. houpačka). Velikost houpačky je důležitá, neboť jde o určující faktor, kterým se řídí samice při výběru partnera. Následující fází, na které se už v různé míře podílí i samice, je stavba stěn, která postupuje ode dna směrem nahoru, a nakonec stavba vletové trubice, která bývá vyspravována i v průběhu hnízdění. Hnízdo je v konečné fázi vysoké 13,5–18 cm, jeho vnější průměr se pohybuje mezi 8–15 cm a tloušťka stěn mezi 0,5–1 cm.

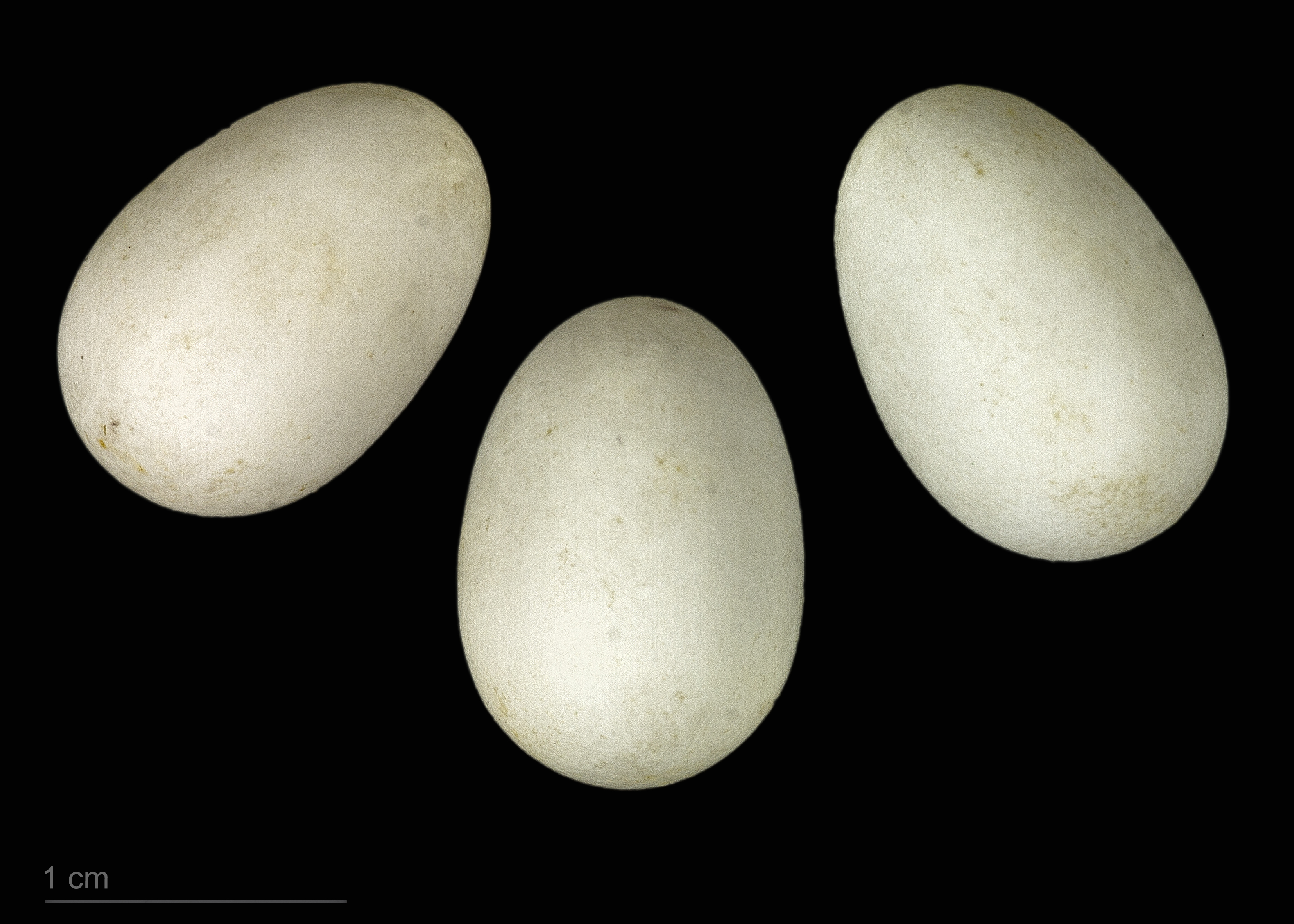
Remiz pendulinus

Ročně mívá jednu až dvě snůšky po 5–8 čistě bílých vejcích o rozměrech 16,2 × 10,5 mm. Délka inkubace je 13 dnů, sedí samotná samice. Mláďata jsou krmena pouze samicí, někdy ji však samec pomáhá a ve vzácných případech dokonce zcela zastupuje, a hnízdo opouštějí po 20–22 dnech. Někdy se po vyvedení vzdalují i několik kilometrů od hnízda, jindy se do něj až 3 týdny vrací. Pohlavně dospívají v 2. roce života.
Z 53 hnízd v Severomoravském kraji byla mláďata úspěšně vyvedena z 27 (49 %). Ztráty bývají způsobeny nejčastěji dobrovolným opuštěním snůšky hnízdícími ptáky z důvodu vzájemných konfliktů nebo vlivem nepříznivého počasí.

## Potrava
V potravě moudivláčka lužního převládají drobní bezobratlí, zvláště pavouci, brouci a vajíčka a housenky motýlů, které hledá hlavně na rákosových stéblech a latech a palicích orobince, které doslova rozcupovává. Mimo živočišné potravy se živí také nektarem a v zimním období i malými semeny travin a rákosu.